# 대한민국의 시도의회의원 선거구 목록
다음은 대한민국의 특별시의회, 광역시의회, 도의회의 선거구이다. 제8회 전국동시지방선거 기준이다.
선거구 명칭은 기초단체 명칭(시, 군, 구) 뒤에 숫자를 붙여 123순으로 구분한다. 제주특별자치도만 읍, 면, 동 명칭을 붙이며, 시도의회의원을 1명만 선출하는 기초단체는 숫자를 붙이지 않는다.

## 시·도의원선거구 목록

### 서울특별시의회
| 선거구명           | 선거구역                                                                                  |
| ------------------ | ----------------------------------------------------------------------------------------- |
| 종로구 제1선거구   | 청운효자동, 사직동, 삼청동, 부암동, 평창동, 무악동, 교남동, 가회동                        |
| 종로구 제2선거구   | 종로1·2·3·4가동, 종로5·6가동, 이화동, 혜화동, 창신1동, 창신2동, 창신3동, 숭인1동, 숭인2동 |
| 중구 제1선거구     | 소공동, 명동, 광희동, 을지로동, 신당동, 신당제5동, 동화동, 황학동, 중림동                 |
| 중구 제2선거구     | 회현동, 필동, 장충동, 다산동, 약수동, 청구동                                              |
| 용산구 제1선거구   | 남영동, 청파동, 원효로제1동, 원효로제2동, 효창동, 용문동, 한강로동, 이촌제1동, 이촌제2동  |
| 용산구 제2선거구   | 후암동, 용산2가동, 이태원제1동, 이태원제2동, 한남동, 서빙고동, 보광동                     |
| 성동구 제1선거구   | 금호1가동, 금호2·3가동, 금호4가동, 옥수동                                                 |
| 성동구 제2선거구   | 왕십리제2동, 왕십리도선동, 행당제1동, 행당제2동                                           |
| 성동구 제3선거구   | 마장동, 사근동, 송정동, 용답동                                                            |
| 성동구 제4선거구   | 응봉동, 성수1가제1동, 성수1가제2동, 성수2가제1동, 성수2가제3동                            |
| 광진구 제1선거구   | 중곡제1동, 중곡제2동, 중곡제3동, 중곡제4동                                                |
| 광진구 제2선거구   | 군자동, 능동, 광장동, 구의제2동                                                           |
| 광진구 제3선거구   | 자양제1동, 자양제2동, 구의제1동, 구의제3동                                                |
| 광진구 제4선거구   | 화양동, 자양제3동, 자양제4동                                                              |
| 동대문구 제1선거구 | 용신동, 제기동, 청량리동                                                                  |
| 동대문구 제2선거구 | 회기동, 휘경제1동, 휘경제2동, 이문제1동, 이문제2동                                        |
| 동대문구 제3선거구 | 전농제1동, 전농제2동, 답십리제1동                                                         |
| 동대문구 제4선거구 | 답십리제2동, 장안제1동, 장안제2동                                                         |
| 중랑구 제1선거구   | 면목제4동, 면목제7동, 면목제3·8동, 망우제3동                                              |
| 중랑구 제2선거구   | 면목제2동, 면목제5동, 면목본동, 상봉제2동                                                 |
| 중랑구 제3선거구   | 중화제1동, 중화제2동, 묵제1동, 묵제2동                                                    |
| 중랑구 제4선거구   | 상봉제1동, 망우본동, 신내제1동, 신내제2동                                                 |
| 성북구 제1선거구   | 성북동, 삼선동, 동선동, 돈암제2동, 안암동, 보문동                                         |
| 성북구 제2선거구   | 정릉제1동, 정릉제2동, 정릉제3동, 정릉제4동, 길음제1동                                     |
| 성북구 제3선거구   | 돈암제1동, 길음제2동, 종암동, 월곡제1동, 월곡제2동                                        |
| 성북구 제4선거구   | 장위제1동, 장위제2동, 장위제3동, 석관동                                                   |
| 강북구 제1선거구   | 번1동, 번2동, 수유2동, 수유3동                                                            |
| 강북구 제2선거구   | 수유1동, 우이동, 인수동                                                                   |
| 강북구 제3선거구   | 삼양동, 송천동, 삼각산동                                                                  |
| 강북구 제4선거구   | 미아동, 송중동, 번3동                                                                     |
| 도봉구 제1선거구   | 창1동, 창4동, 창5동                                                                       |
| 도봉구 제2선거구   | 창2동, 창3동, 쌍문1동, 쌍문3동                                                            |
| 도봉구 제3선거구   | 쌍문2동, 쌍문4동, 방학3동                                                                 |
| 도봉구 제4선거구   | 도봉1동, 도봉2동, 방학1동, 방학2동                                                        |
| 노원구 제1선거구   | 월계1동, 월계2동, 월계3동                                                                 |
| 노원구 제2선거구   | 공릉1동, 공릉2동                                                                          |
| 노원구 제3선거구   | 하계1동, 중계본동, 중계1동, 중계4동                                                       |
| 노원구 제4선거구   | 하계2동, 중계2·3동, 상계6·7동                                                             |
| 노원구 제5선거구   | 상계2동, 상계3·4동, 상계5동                                                               |
| 노원구 제6선거구   | 상계1동, 상계8동, 상계9동, 상계10동                                                       |
| 은평구 제1선거구   | 녹번동, 응암제1동, 응암제2동, 응암제3동                                                   |
| 은평구 제2선거구   | 역촌동, 신사제1동, 신사제2동, 증산동, 수색동                                              |
| 은평구 제3선거구   | 갈현제1동, 갈현제2동, 진관동                                                              |
| 은평구 제4선거구   | 불광제1동, 불광제2동, 구산동, 대조동                                                      |
| 서대문구 제1선거구 | 천연동, 북아현동, 충현동, 신촌동                                                          |
| 서대문구 제2선거구 | 연희동, 홍제제1동, 홍제제2동                                                              |
| 서대문구 제3선거구 | 홍제제3동, 홍은제1동, 홍은제2동                                                           |
| 서대문구 제4선거구 | 남가좌제1동, 남가좌제2동, 북가좌제1동, 북가좌제2동                                        |
| 마포구 제1선거구   | 아현동, 공덕동, 도화동                                                                    |
| 마포구 제2선거구   | 용강동, 대흥동, 염리동, 신수동                                                            |
| 마포구 제3선거구   | 서강동, 서교동, 합정동, 망원1동                                                           |
| 마포구 제4선거구   | 망원2동, 연남동, 성산1동, 성산2동, 상암동                                                 |
| 양천구 제1선거구   | 목2동, 목3동, 목4동, 목5동                                                                |
| 양천구 제2선거구   | 목1동, 신정1동, 신정2동, 신정6동, 신정7동                                                 |
| 양천구 제3선거구   | 신월1동, 신월3동, 신월4동, 신월5동, 신월7동                                               |
| 양천구 제4선거구   | 신월2동, 신월6동, 신정3동, 신정4동                                                        |
| 강서구 제1선거구   | 화곡제1동, 화곡제2동, 화곡제8동                                                           |
| 강서구 제2선거구   | 화곡제3동, 발산제1동, 우장산동                                                            |
| 강서구 제3선거구   | 공항동, 방화제1동, 방화제2동                                                              |
| 강서구 제4선거구   | 등촌제3동, 가양제1동, 가양제2동, 방화제3동                                                |
| 강서구 제5선거구   | 염창동, 등촌제1동, 가양제3동                                                              |
| 강서구 제6선거구   | 등촌제2동, 화곡본동, 화곡제4동, 화곡제6동                                                 |
| 구로구 제1선거구   | 고척제1동, 고척제2동, 개봉제1동, 개봉제2동, 개봉제3동                                     |
| 구로구 제2선거구   | 오류제1동, 오류제2동, 수궁동, 항동                                                        |
| 구로구 제3선거구   | 신도림동, 구로제1동, 구로제2동, 구로제5동                                                 |
| 구로구 제4선거구   | 구로제3동, 구로제4동, 가리봉동                                                            |
| 금천구 제1선거구   | 가산동, 독산제1동, 독산제2동, 독산제3동, 독산제4동                                        |
| 금천구 제2선거구   | 시흥제1동, 시흥제2동, 시흥제3동, 시흥제4동, 시흥제5동                                     |
| 영등포구 제1선거구 | 영등포본동, 도림동, 문래동, 신길제3동                                                     |
| 영등포구 제2선거구 | 영등포동, 당산제1동, 당산제2동, 양평제1동, 양평제2동                                      |
| 영등포구 제3선거구 | 여의동, 신길제1동, 신길제4동, 신길제5동, 신길제7동                                        |
| 영등포구 제4선거구 | 신길제6동, 대림제1동, 대림제2동, 대림제3동                                                |
| 동작구 제1선거구   | 노량진제1동, 노량진제2동, 상도제2동, 상도제4동                                            |
| 동작구 제2선거구   | 상도제3동, 대방동, 신대방제1동, 신대방제2동                                               |
| 동작구 제3선거구   | 상도제1동, 사당제3동, 사당제4동, 사당제5동                                                |
| 동작구 제4선거구   | 흑석동, 사당제1동, 사당제2동                                                              |
| 관악구 제1선거구   | 보라매동, 청룡동, 은천동, 중앙동, 신림동                                                  |
| 관악구 제2선거구   | 청림동, 성현동, 행운동, 낙성대동, 인헌동, 남현동                                          |
| 관악구 제3선거구   | 신사동, 조원동, 미성동, 난곡동, 난향동                                                    |
| 관악구 제4선거구   | 서원동, 신원동, 서림동, 삼성동, 대학동                                                    |
| 서초구 제1선거구   | 잠원동, 반포1동, 반포3동, 반포4동                                                         |
| 서초구 제2선거구   | 반포본동, 반포2동, 방배본동, 방배1동, 방배4동                                             |
| 서초구 제3선거구   | 서초2동, 서초4동, 양재1동, 양재2동, 내곡동                                                |
| 서초구 제4선거구   | 서초1동, 서초3동, 방배2동, 방배3동                                                        |
| 강남구 제1선거구   | 신사동, 논현1동, 압구정동, 청담동                                                         |
| 강남구 제2선거구   | 논현2동, 역삼1동, 역삼2동                                                                 |
| 강남구 제3선거구   | 개포1동, 개포2동, 개포4동                                                                 |
| 강남구 제4선거구   | 세곡동, 일원본동, 일원1동, 일원2동, 수서동                                                |
| 강남구 제5선거구   | 대치1동, 대치4동, 도곡1동, 도곡2동                                                        |
| 강남구 제6선거구   | 삼성1동, 삼성2동, 대치2동                                                                 |
| 송파구 제1선거구   | 풍납1동, 풍납2동, 잠실4동, 잠실6동                                                        |
| 송파구 제2선거구   | 방이1동, 방이2동, 오륜동, 송파1동, 송파2동                                                |
| 송파구 제3선거구   | 석촌동, 가락1동, 문정2동                                                                  |
| 송파구 제4선거구   | 삼전동, 잠실본동, 잠실2동, 잠실3동, 잠실7동                                               |
| 송파구 제5선거구   | 거여1동, 거여2동, 마천1동, 마천2동, 장지동, 위례동                                        |
| 송파구 제6선거구   | 오금동, 가락본동, 가락2동, 문정1동                                                        |
| 강동구 제1선거구   | 고덕제1동, 암사제1동, 암사제2동, 암사제3동                                                |
| 강동구 제2선거구   | 명일제1동, 명일제2동, 길동                                                                |
| 강동구 제3선거구   | 강일동, 상일제1동, 상일제2동, 고덕제2동                                                   |
| 강동구 제4선거구   | 천호제1동, 천호제2동, 천호제3동                                                           |
| 강동구 제5선거구   | 성내제1동, 성내제2동, 성내제3동, 둔촌제1동, 둔촌제2동                                     |
| 비례대표           | 의원정수: 11                                                                              |

### 부산광역시의회
| 선거구명           | 선거구역                                                                                           |
| ------------------ | -------------------------------------------------------------------------------------------------- |
| 중구 선거구        | 중구 전 지역                                                                                       |
| 서구 제1선거구     | 동대신제1동, 동대신제2동, 동대신제3동, 서대신제1동, 서대신제3동, 서대신제4동, 부민동               |
| 서구 제2선거구     | 아미동, 초장동, 충무동, 남부민제1동, 남부민제2동, 암남동                                           |
| 동구 제1선거구     | 초량제1동, 초량제2동, 초량제3동, 초량제6동, 수정제1동, 수정제2동, 수정제4동                        |
| 동구 제2선거구     | 수정제5동, 좌천동, 범일제1동, 범일제2동, 범일제5동                                                 |
| 영도구 제1선거구   | 남항동, 영선제1동, 영선제2동, 신선동, 봉래제1동, 봉래제2동, 청학제1동                              |
| 영도구 제2선거구   | 청학제2동, 동삼제1동, 동삼제2동, 동삼제3동                                                         |
| 부산진구 제1선거구 | 부전제1동, 연지동, 초읍동, 양정제1동, 양정제2동                                                    |
| 부산진구 제2선거구 | 부암제1동, 부암제3동, 당감제1동, 당감제2동, 당감제4동                                              |
| 부산진구 제3선거구 | 부전제2동, 전포제1동, 전포제2동, 범천제1동, 범천제2동                                              |
| 부산진구 제4선거구 | 가야제1동, 가야제2동, 개금제1동, 개금제2동, 개금제3동                                              |
| 동래구 제1선거구   | 수민동, 복산동, 명륜동, 온천제1동                                                                  |
| 동래구 제2선거구   | 온천제2동, 온천제3동, 사직제1동, 사직제2동, 사직제3동                                              |
| 동래구 제3선거구   | 안락제1동, 안락제2동, 명장제1동, 명장제2동                                                         |
| 남구 제1선거구     | 대연제4동, 대연제5동, 대연제6동, 용당동, 감만제1동, 감만제2동, 우암동                              |
| 남구 제2선거구     | 문현제1동, 문현제2동, 문현제3동, 문현제4동                                                         |
| 남구 제3선거구     | 대연제1동, 대연제3동                                                                               |
| 남구 제4선거구     | 용호제1동, 용호제2동, 용호제3동, 용호제4동                                                         |
| 북구 제1선거구     | 구포제1동, 구포제2동, 구포제3동, 덕천제2동                                                         |
| 북구 제2선거구     | 덕천제1동, 덕천제3동, 만덕제1동, 만덕제2동, 만덕제3동                                              |
| 북구 제3선거구     | 금곡동, 화명제2동                                                                                  |
| 북구 제4선거구     | 화명제1동, 화명제3동                                                                               |
| 해운대구 제1선거구 | 우제1동, 우제2동, 우제3동, 중제1동                                                                 |
| 해운대구 제2선거구 | 중제2동, 좌제1동, 좌제2동, 좌제3동, 좌제4동, 송정동                                                |
| 해운대구 제3선거구 | 반여제2동, 반여제3동, 재송제1동, 재송제2동                                                         |
| 해운대구 제4선거구 | 반여제1동, 반여제4동, 반송제1동, 반송제2동                                                         |
| 사하구 제1선거구   | 괴정제1동, 괴정제2동, 괴정제3동, 괴정제4동                                                         |
| 사하구 제2선거구   | 당리동, 하단제1동, 하단제2동                                                                       |
| 사하구 제3선거구   | 신평제1동, 신평제2동, 구평동, 감천제1동, 감천제2동                                                 |
| 사하구 제4선거구   | 장림제1동, 장림제2동, 다대제1동, 다대제2동                                                         |
| 금정구 제1선거구   | 서제1동, 서제2동, 서제3동, 금사동, 부곡제1동, 부곡제2동, 부곡제3동, 부곡제4동, 선두구동, 장전제2동 |
| 금정구 제2선거구   | 장전제1동, 청룡노포동, 남산동, 구서제1동, 구서제2동, 금성동                                        |
| 강서구 제1선거구   | 대저1동, 대저2동, 강동동, 명지1동, 가락동                                                          |
| 강서구 제2선거구   | 명지2동, 녹산동, 가덕도동                                                                          |
| 연제구 제1선거구   | 거제제1동, 거제제2동, 거제제3동, 거제제4동, 연산제2동, 연산제4동, 연산제5동                        |
| 연제구 제2선거구   | 연산제1동, 연산제3동, 연산제6동, 연산제8동, 연산제9동                                              |
| 수영구 제1선거구   | 남천제1동, 남천제2동, 광안제1동, 광안제2동, 광안제3동, 광안제4동                                   |
| 수영구 제2선거구   | 수영동, 망미제1동, 망미제2동, 민락동                                                               |
| 사상구 제1선거구   | 삼락동, 모라제1동, 모라제3동, 덕포제1동, 덕포제2동, 괘법동, 감전동                                 |
| 사상구 제2선거구   | 주례제1동, 주례제2동, 주례제3동, 학장동, 엄궁동                                                    |
| 기장군 제1선거구   | 기장읍, 일광읍, 철마면                                                                             |
| 기장군 제2선거구   | 장안읍, 정관읍                                                                                     |
| 비례대표           | 의원정수: 5                                                                                        |

### 대구광역시의회
| 선거구명         | 선거구역                                                                         |
| ---------------- | -------------------------------------------------------------------------------- |
| 중구 제1선거구   | 동인동, 삼덕동, 성내1동, 남산1동, 대봉1동, 대봉2동                               |
| 중구 제2선거구   | 성내2동, 성내3동, 대신동, 남산2동, 남산3동, 남산4동                              |
| 동구 제1선거구   | 신암1동, 신암2동, 신암3동, 신암4동, 신암5동, 지저동, 동촌동                      |
| 동구 제2선거구   | 신천1·2동, 신천3동, 신천4동, 효목1동, 효목2동                                    |
| 동구 제3선거구   | 도평동, 불로·봉무동, 방촌동, 해안동, 공산동                                      |
| 동구 제4선거구   | 안심1동, 안심2동, 안심3동, 안심4동, 혁신동                                       |
| 서구 제1선거구   | 내당1동, 내당2·3동, 내당4동, 평리2동, 평리4동, 평리5동, 평리6동, 상중이동        |
| 서구 제2선거구   | 비산1동, 비산2·3동, 비산4동, 비산5동, 비산6동, 비산7동, 평리1동, 평리3동, 원대동 |
| 남구 제1선거구   | 이천동, 봉덕1동, 봉덕2동, 봉덕3동, 대명2동, 대명5동                              |
| 남구 제2선거구   | 대명1동, 대명3동, 대명4동, 대명6동, 대명9동, 대명10동, 대명11동                  |
| 북구 제1선거구   | 고성동, 칠성동, 침산1동, 침산2동, 침산3동, 노원동                                |
| 북구 제2선거구   | 산격1동, 산격2동, 산격3동, 산격4동, 대현동, 복현1동, 복현2동, 검단동             |
| 북구 제3선거구   | 무태조야동, 관문동, 태전1동                                                      |
| 북구 제4선거구   | 태전2동, 구암동, 국우동                                                          |
| 북구 제5선거구   | 관음동, 읍내동, 동천동                                                           |
| 수성구 제1선거구 | 범어1동, 범어4동, 황금1동, 황금2동                                               |
| 수성구 제2선거구 | 범어2동, 범어3동, 만촌1동, 만촌2동, 만촌3동                                      |
| 수성구 제3선거구 | 고산1동, 고산2동, 고산3동                                                        |
| 수성구 제4선거구 | 수성1가동, 수성2·3가동, 수성4가동, 중동, 상동, 두산동                            |
| 수성구 제5선거구 | 파동, 지산1동, 지산2동, 범물1동, 범물2동                                         |
| 달서구 제1선거구 | 죽전동, 장기동, 용산1동, 용산2동                                                 |
| 달서구 제2선거구 | 이곡1동, 이곡2동, 신당동                                                         |
| 달서구 제3선거구 | 월성1동, 월성2동, 상인1동, 상인2동                                               |
| 달서구 제4선거구 | 진천동, 유천동, 상인3동, 도원동                                                  |
| 달서구 제5선거구 | 성당동, 두류1·2동, 두류3동, 감삼동                                               |
| 달서구 제6선거구 | 본리동, 송현1동, 송현2동, 본동                                                   |
| 달성군 제1선거구 | 화원읍, 가창면                                                                   |
| 달성군 제2선거구 | 옥포읍, 논공읍, 유가읍, 현풍읍, 구지면                                           |
| 달성군 제3선거구 | 다사읍, 하빈면                                                                   |
| 군위군 선거구    | 군위군 전 지역                                                                   |
| 비례대표         | 의원정수: 3                                                                      |

### 인천광역시의회
| 선거구명           | 선거구역                                                          |
| ------------------ | ----------------------------------------------------------------- |
| 중구 제1선거구     | 연안동, 신포동, 신흥동, 도원동, 율목동, 동인천동, 개항동          |
| 중구 제2선거구     | 영종동, 영종1동, 운서동, 용유동                                   |
| 동구 선거구        | 동구 전 지역                                                      |
| 미추홀구 제1선거구 | 도화1동, 도화2·3동, 주안5동, 주안6동                              |
| 미추홀구 제2선거구 | 주안1동, 주안2동, 주안3동, 주안4동, 주안7동, 주안8동              |
| 미추홀구 제3선거구 | 숭의2동, 숭의1·3동, 숭의4동, 용현1·4동, 용현2동, 용현3동, 학익2동 |
| 미추홀구 제4선거구 | 용현5동, 학익1동, 관교동, 문학동                                  |
| 연수구 제1선거구   | 옥련2동, 연수1동, 청학동                                          |
| 연수구 제2선거구   | 선학동, 연수2동, 연수3동, 동춘3동                                 |
| 연수구 제3선거구   | 옥련1동, 동춘1동, 동춘2동                                         |
| 연수구 제4선거구   | 송도1동, 송도3동                                                  |
| 연수구 제5선거구   | 송도2동, 송도4동, 송도5동                                         |
| 남동구 제1선거구   | 구월1동, 구월4동, 남촌도림동                                      |
| 남동구 제2선거구   | 구월3동, 간석1동, 간석4동                                         |
| 남동구 제3선거구   | 논현1동, 논현2동, 논현고잔동                                      |
| 남동구 제4선거구   | 구월2동, 간석2동, 간석3동                                         |
| 남동구 제5선거구   | 만수1동, 만수6동, 장수서창동                                      |
| 남동구 제6선거구   | 만수2동, 만수3동, 만수4동, 만수5동                                |
| 부평구 제1선거구   | 부평1동, 부평4동                                                  |
| 부평구 제2선거구   | 부평2동, 부평5동, 부평6동, 부개1동, 일신동                        |
| 부평구 제3선거구   | 부평3동, 산곡3동, 산곡4동, 십정1동, 십정2동                       |
| 부평구 제4선거구   | 산곡1동, 산곡2동, 청천1동, 청천2동                                |
| 부평구 제5선거구   | 갈산1동, 갈산2동, 삼산1동                                         |
| 부평구 제6선거구   | 삼산2동, 부개2동, 부개3동                                         |
| 계양구 제1선거구   | 효성1동, 효성2동                                                  |
| 계양구 제2선거구   | 작전1동, 작전2동, 작전서운동                                      |
| 계양구 제3선거구   | 계산1동, 계산2동, 계산3동                                         |
| 계양구 제4선거구   | 계산4동, 계양1동, 계양2동, 계양3동                                |
| 서구 제1선거구     | 청라1동, 청라2동                                                  |
| 서구 제2선거구     | 석남1동, 석남2동, 석남3동, 가좌1동, 가좌2동, 가좌3동, 가좌4동     |
| 서구 제3선거구     | 가정1동, 가정2동, 가정3동, 신현원창동                             |
| 서구 제4선거구     | 검암경서동, 연희동                                                |
| 서구 제5선거구     | 청라3동, 당하동, 오류왕길동, 마전동                               |
| 서구 제6선거구     | 검단동, 불로대곡동, 원당동, 아라동                                |
| 강화군 선거구      | 강화군 전 지역                                                    |
| 옹진군 선거구      | 옹진군 전 지역                                                    |
| 비례대표           | 의원정수: 4                                                       |

### 광주광역시의회
| 선거구명         | 선거구역                                                       |
| ---------------- | -------------------------------------------------------------- |
| 동구 제1선거구   | 충장동, 동명동, 계림1동, 계림2동, 산수1동, 산수2동             |
| 동구 제2선거구   | 지산1동, 지산2동, 서남동, 학동, 학운동, 지원1동, 지원2동       |
| 서구 제1선거구   | 양동, 양3동, 농성1동, 농성2동, 화정1동, 화정2동                |
| 서구 제2선거구   | 광천동, 유덕동, 치평동, 상무1동, 동천동                        |
| 서구 제3선거구   | 화정3동, 화정4동, 풍암동                                       |
| 서구 제4선거구   | 상무2동, 서창동, 금호1동, 금호2동                              |
| 남구 제1선거구   | 봉선1동, 월산동, 월산4동, 월산5동, 주월1동, 주월2동            |
| 남구 제2선거구   | 봉선2동, 진월동, 효덕동, 송암동, 대촌동                        |
| 남구 제3선거구   | 양림동, 방림1동, 방림2동, 사직동, 백운1동, 백운2동             |
| 북구 제1선거구   | 중흥1동, 중흥2동, 중흥3동, 중앙동, 임동, 신안동                |
| 북구 제2선거구   | 우산동, 문흥1동, 문흥2동, 오치1동, 오치2동                     |
| 북구 제3선거구   | 풍향동, 문화동, 두암1동, 두암2동, 두암3동, 석곡동              |
| 북구 제4선거구   | 용봉동, 삼각동, 일곡동, 매곡동                                 |
| 북구 제5선거구   | 운암1동, 운암2동, 운암3동, 동림동                              |
| 북구 제6선거구   | 건국동, 양산동, 신용동                                         |
| 광산구 제1선거구 | 송정1동, 송정2동, 도산동, 어룡동, 동곡동, 평동, 삼도동, 본량동 |
| 광산구 제2선거구 | 신흥동, 우산동, 월곡1동, 월곡2동, 운남동                       |
| 광산구 제3선거구 | 첨단1동, 첨단2동                                               |
| 광산구 제4선거구 | 비아동, 신가동, 신창동                                         |
| 광산구 제5선거구 | 하남동, 임곡동, 수완동                                         |
| 비례대표         | 의원정수: 3                                                    |

### 대전광역시의회
| 선거구명         | 선거구역                                           |
| ---------------- | -------------------------------------------------- |
| 동구 제1선거구   | 중앙동, 효동, 신인동, 홍도동, 삼성동, 산내동       |
| 동구 제2선거구   | 판암1동, 판암2동, 용운동, 대동, 자양동, 대청동     |
| 동구 제3선거구   | 가양1동, 가양2동, 용전동, 성남동                   |
| 중구 제1선거구   | 은행선화동, 대흥동, 문창동, 석교동, 대사동, 부사동 |
| 중구 제2선거구   | 목동, 중촌동, 용두동, 오류동, 태평1동, 태평2동     |
| 중구 제3선거구   | 유천1동, 유천2동, 문화1동, 문화2동, 산성동         |
| 서구 제1선거구   | 복수동, 도마1동, 도마2동, 정림동                   |
| 서구 제2선거구   | 변동, 괴정동, 가장동, 내동                         |
| 서구 제3선거구   | 가수원동, 관저1동, 관저2동, 기성동                 |
| 서구 제4선거구   | 용문동, 탄방동, 갈마1동, 갈마2동                   |
| 서구 제5선거구   | 둔산1동, 둔산2동, 둔산3동                          |
| 서구 제6선거구   | 월평1동, 월평2동, 월평3동, 만년동                  |
| 유성구 제1선거구 | 진잠동, 학하동, 상대동, 원신흥동                   |
| 유성구 제2선거구 | 온천1동, 온천2동, 노은1동                          |
| 유성구 제3선거구 | 노은2동, 노은3동, 신성동                           |
| 유성구 제4선거구 | 전민동, 구즉동, 관평동                             |
| 대덕구 제1선거구 | 오정동, 대화동, 법1동, 법2동                       |
| 대덕구 제2선거구 | 회덕동, 신탄진동, 석봉동, 덕암동, 목상동           |
| 대덕구 제3선거구 | 비래동, 송촌동, 중리동                             |
| 비례대표         | 의원정수: 3                                        |

### 울산광역시의회
| 선거구명         | 선거구역                                       |
| ---------------- | ---------------------------------------------- |
| 중구 제1선거구   | 학성동, 복산1동, 복산2동, 성안동, 중앙동       |
| 중구 제2선거구   | 병영1동, 병영2동                               |
| 중구 제3선거구   | 우정동, 태화동, 다운동                         |
| 중구 제4선거구   | 반구1동, 반구2동, 약사동                       |
| 남구 제1선거구   | 신정1동, 신정2동, 신정3동, 신정5동             |
| 남구 제2선거구   | 신정4동, 옥동                                  |
| 남구 제3선거구   | 삼호동, 무거동                                 |
| 남구 제4선거구   | 삼산동, 야음장생포동                           |
| 남구 제5선거구   | 달동, 수암동                                   |
| 남구 제6선거구   | 대현동, 선암동                                 |
| 동구 제1선거구   | 방어동, 화정동, 대송동                         |
| 동구 제2선거구   | 일산동, 전하1동, 전하2동                       |
| 동구 제3선거구   | 남목1동, 남목2동, 남목3동                      |
| 북구 제1선거구   | 농소1동, 송정동                                |
| 북구 제2선거구   | 농소2동, 농소3동                               |
| 북구 제3선거구   | 강동동, 효문동, 양정동, 염포동                 |
| 울주군 제1선거구 | 온산읍, 온양읍, 청량읍, 서생면, 웅촌면         |
| 울주군 제2선거구 | 언양읍, 삼남읍, 두동면, 두서면, 상북면, 삼동면 |
| 울주군 제3선거구 | 범서읍                                         |
| 비례대표         | 의원정수: 3                                    |

### 세종특별자치시의회
| 선거구명                  | 선거구역                                                                   |
| ------------------------- | -------------------------------------------------------------------------- |
| 세종특별자치시 제1선거구  | 조치원읍(원리, 상리, 평리, 교리, 정리, 명리, 남리, 침산리, 신안리, 서창리) |
| 세종특별자치시 제2선거구  | 조치원읍(신흥리, 죽림리, 번암리, 봉산리)                                   |
| 세종특별자치시 제3선거구  | 부강면, 금남면, 대평동                                                     |
| 세종특별자치시 제4선거구  | 연기면, 연동면, 연서면, 해밀동 (산울동 포함)                               |
| 세종특별자치시 제5선거구  | 전의면, 전동면, 소정면                                                     |
| 세종특별자치시 제6선거구  | 장군면, 한솔동 (가람동 포함)                                               |
| 세종특별자치시 제7선거구  | 도담동 (1~9, 13~19, 22, 25통)                                              |
| 세종특별자치시 제8선거구  | 도담동 (10~12, 20, 21, 23, 24통, 어진동)                                   |
| 세종특별자치시 제9선거구  | 아름동                                                                     |
| 세종특별자치시 제10선거구 | 종촌동                                                                     |
| 세종특별자치시 제11선거구 | 고운동 (1~4, 6, 13, 15~18, 21, 23~25, 28~30, 34통)                         |
| 세종특별자치시 제12선거구 | 고운동 (5, 7~12, 14, 19, 20, 22, 26, 27, 31~33, 35통)                      |
| 세종특별자치시 제13선거구 | 보람동                                                                     |
| 세종특별자치시 제14선거구 | 소담동                                                                     |
| 세종특별자치시 제15선거구 | 반곡동 (집현동, 합강동 포함)                                               |
| 세종특별자치시 제16선거구 | 새롬동 (새롬동)                                                            |
| 세종특별자치시 제17선거구 | 새롬동 (나성동)                                                            |
| 세종특별자치시 제18선거구 | 다정동                                                                     |
| 비례대표                  | 의원정수: 2                                                                |

### 경기도의회
| 선거구명           | 선거구역 |
| ------------------ | --- |
| 수원시 제1선거구   | 장안구 파장동, 영화동, 송죽동, 조원1동, 조원2동, 연무동                                                              |
| 수원시 제2선거구   | 장안구 정자1동, 정자2동, 정자3동                                                                                     |
| 수원시 제3선거구   | 장안구 율천동, 권선구 서둔동, 구운동, 입북동                                                                         |
| 수원시 제4선거구   | 권선구 평동, 금곡동, 호매실동                                                                                        |
| 수원시 제5선거구   | 팔달구 매교동, 매산동, 고등동, 화서1동, 화서2동                                                                      |
| 수원시 제6선거구   | 팔달구 지동, 우만1동, 우만2동, 인계동, 행궁동                                                                        |
| 수원시 제7선거구   | 영통구 매탄1동, 매탄2동, 매탄3동, 매탄4동                                                                            |
| 수원시 제8선거구   | 영통구 원천동, 영통1동                                                                                               |
| 수원시 제9선거구   | 영통구 광교1동, 광교2동                                                                                              |
| 수원시 제10선거구  | 권선구 세류1동, 세류2동, 세류3동, 권선1동                                                                            |
| 수원시 제11선거구  | 권선구 권선2동, 곡선동                                                                                               |
| 수원시 제12선거구  | 영통구 영통2동, 영통3동, 망포1동, 망포2동                                                                            |
| 성남시 제1선거구   | 수정구 신흥1동, 신흥2동, 신흥3동, 수진1동, 수진2동, 단대동, 신촌동, 고등동, 시흥동                                   |
| 성남시 제2선거구   | 수정구 태평1동, 태평2동, 태평3동, 태평4동, 산성동, 양지동, 복정동, 위례동                                            |
| 성남시 제3선거구   | 중원구 성남동, 상대원1동, 상대원2동, 상대원3동, 하대원동, 도촌동                                                     |
| 성남시 제4선거구   | 중원구 중앙동, 금광1동, 금광2동, 은행1동, 은행2동                                                                    |
| 성남시 제5선거구   | 분당구 이매1동, 이매2동, 야탑1동, 야탑2동, 야탑3동, 삼평동                                                           |
| 성남시 제6선거구   | 분당구 서현1동, 서현2동, 판교동, 백현동, 운중동                                                                      |
| 성남시 제7선거구   | 분당구 분당동, 수내3동, 정자2동, 정자3동, 구미동                                                                     |
| 성남시 제8선거구   | 분당구 수내1동, 수내2동, 정자1동, 금곡동, 구미1동, 정자동                                                            |
| 의정부시 제1선거구 | 의정부1동, 가능동, 흥선동, 녹양동                                                                                    |
| 의정부시 제2선거구 | 의정부2동, 호원1동, 호원2동                                                                                          |
| 의정부시 제3선거구 | 장암동, 신곡1동, 신곡2동, 자금동                                                                                     |
| 의정부시 제4선거구 | 송산1동, 송산2동, 송산3동                                                                                            |
| 안양시 제1선거구   | 만안구 안양1동, 안양3동, 안양4동, 안양5동, 안양6동, 안양7동, 안양8동, 안양9동                                        |
| 안양시 제2선거구   | 만안구 안양2동, 석수1동, 석수2동, 석수3동, 박달1동, 박달2동                                                          |
| 안양시 제3선거구   | 동안구 비산1동, 비산2동, 비산3동, 부흥동                                                                             |
| 안양시 제4선거구   | 동안구 달안동, 관양1동, 관양2동, 부림동                                                                              |
| 안양시 제5선거구   | 동안구 평촌동, 평안동, 귀인동, 범계동, 갈산동                                                                        |
| 안양시 제6선거구   | 동안구 호계1동, 호계2동, 호계3동, 신촌동                                                                             |
| 부천시 제1선거구   | 부천동 |
| 부천시 제2선거구   | 심곡동 |
| 부천시 제3선거구   | 중동, 상동 |
| 부천시 제4선거구   | 신중동 |
| 부천시 제5선거구   | 대산동, 소사본동 |
| 부천시 제6선거구   | 범안동 |
| 부천시 제7선거구   | 성곡동 |
| 부천시 제8선거구   | 오정동 |
| 광명시 제1선거구   | 광명1동, 광명2동, 광명3동, 철산1동, 철산2동, 철산3동                                                                 |
| 광명시 제2선거구   | 광명4동, 광명5동, 광명6동, 광명7동, 철산4동                                                                          |
| 광명시 제3선거구   | 하안1동, 하안2동, 하안3동, 하안4동, 학온동                                                                           |
| 광명시 제4선거구   | 소하1동, 소하2동, 일직동                                                                                             |
| 평택시 제1선거구   | 진위면, 서탄면, 지산동, 송북동, 신장1동, 신장2동                                                                     |
| 평택시 제2선거구   | 중앙동, 서정동, 송탄동, 통복동, 세교동                                                                               |
| 평택시 제3선거구   | 비전1동, 동삭동 |
| 평택시 제4선거구   | 비전2동, 용이동 |
| 평택시 제5선거구   | 안중읍, 포승읍, 청북읍, 오성면, 현덕면                                                                               |
| 평택시 제6선거구   | 팽성읍, 고덕면, 신평동, 원평동, 고덕동                                                                               |
| 동두천시 제1선거구 | 생연2동, 송내동, 상패동                                                                                              |
| 동두천시 제2선거구 | 생연1동, 중앙동, 보산동, 불현동, 소요동                                                                              |
| 안산시 제1선거구   | 상록구 사동, 사이동, 해양, 본오3동                                                                                   |
| 안산시 제2선거구   | 상록구 본오1동, 본오2동, 반월동                                                                                      |
| 안산시 제3선거구   | 상록구 일동, 이동, 성포동                                                                                            |
| 안산시 제4선거구   | 상록구 부곡동, 월피동, 안산동                                                                                        |
| 안산시 제5선거구   | 단원구 와동, 선부3동                                                                                                 |
| 안산시 제6선거구   | 단원구 원곡동, 백운동, 신길동, 선부1동, 선부2동                                                                      |
| 안산시 제7선거구   | 단원구 고잔동, 초지동                                                                                                |
| 안산시 제8선거구   | 단원구 중앙동, 호수동, 대부동                                                                                        |
| 고양시 제1선거구   | 덕양구 주교동, 흥도동, 성사1동, 성사2동                                                                              |
| 고양시 제2선거구   | 덕양구 원신동, 고양동, 관산동                                                                                        |
| 고양시 제3선거구   | 덕양구 화정1동, 화정2동                                                                                              |
| 고양시 제4선거구   | 덕양구 효자동, 삼송1동, 삼송2동, 창릉동, 화전동                                                                      |
| 고양시 제5선거구   | 덕양구 행주동, 행신1동, 행신2동, 행신3동, 행신4동, 대덕동                                                            |
| 고양시 제6선거구   | 덕양구 능곡동, 일산동구 백석1동, 백석2동                                                                             |
| 고양시 제7선거구   | 일산동구 식사동, 풍산동, 고봉동                                                                                      |
| 고양시 제8선거구   | 일산동구 정발산동, 중산1동, 중산2동, 일산서구 일산2동                                                                |
| 고양시 제9선거구   | 일산동구 마두1동, 마두2동, 장항1동, 장항2동                                                                          |
| 고양시 제10선거구  | 일산서구 일산1동, 탄현1동, 탄현2동                                                                                   |
| 고양시 제11선거구  | 일산서구 일산3동, 주엽1동, 주엽2동, 대화동                                                                           |
| 고양시 제12선거구  | 일산서구 송포동, 덕이동, 가좌동                                                                                      |
| 과천시 선거구      | 과천시 전 지역 |
| 구리시 제1선거구   | 갈매동, 동구동, 인창동, 교문1동                                                                                      |
| 구리시 제2선거구   | 교문2동, 수택1동, 수택2동, 수택3동                                                                                   |
| 남양주시 제1선거구 | 화도읍, 수동면 |
| 남양주시 제2선거구 | 호평동, 평내동 |
| 남양주시 제3선거구 | 진접읍 |
| 남양주시 제4선거구 | 오남읍 |
| 남양주시 제5선거구 | 별내면, 별내동 |
| 남양주시 제6선거구 | 다산1동, 다산2동, 양정동                                                                                             |
| 남양주시 제7선거구 | 와부읍, 조안면, 금곡동, 진건읍, 퇴계원읍                                                                             |
| 오산시 제1선거구   | 중앙동, 신장동, 세마동                                                                                               |
| 오산시 제2선거구   | 대원동, 남촌동, 초평동                                                                                               |
| 시흥시 제1선거구   | 대야동, 신천동, 은행동                                                                                               |
| 시흥시 제2선거구   | 과림동, 매화동, 목감동, 능곡동                                                                                       |
| 시흥시 제3선거구   | 신현동, 연성동, 장곡동                                                                                               |
| 시흥시 제4선거구   | 군자동, 월곶동, 정왕본동, 정왕1동, 정왕2동                                                                           |
| 시흥시 제5선거구   | 정왕3동, 정왕4동, 배곧1동, 배곧2동                                                                                   |
| 군포시 제1선거구   | 군포1동, 산본1동, 금정동                                                                                             |
| 군포시 제2선거구   | 군포2동, 대야동, 송부동                                                                                              |
| 군포시 제3선거구   | 산본2동, 궁내동, 광정동                                                                                              |
| 군포시 제4선거구   | 재궁동, 오금동, 수리동                                                                                               |
| 의왕시 제1선거구   | 고천동, 부곡동, 오전동                                                                                               |
| 의왕시 제2선거구   | 내손1동, 내손2동, 청계동                                                                                             |
| 하남시 제1선거구   | 천현동, 신장1동, 신장2동, 감북동, 감일동, 위례동, 춘궁동, 초이동                                                     |
| 하남시 제2선거구   | 덕풍1동, 덕풍2동, 덕풍3동, 풍산동                                                                                    |
| 하남시 제3선거구   | 미사1동, 미사2동 |
| 용인시 제1선거구   | 처인구 포곡읍, 모현읍, 역북동, 삼가동, 유림동                                                                        |
| 용인시 제2선거구   | 처인구 이동읍, 남사읍, 원삼면, 백암면, 양지면, 중앙동, 동부동                                                        |
| 용인시 제3선거구   | 기흥구 신갈동, 영덕1동, 영덕2동, 기흥동, 서농동                                                                      |
| 용인시 제4선거구   | 기흥구 구갈동, 상갈동                                                                                                |
| 용인시 제5선거구   | 기흥구 보라동, 동백3동, 상하동                                                                                       |
| 용인시 제6선거구   | 수지구 상현1동, 상현3동                                                                                              |
| 용인시 제7선거구   | 수지구 풍덕천1동, 풍덕천2동, 죽전2동                                                                                 |
| 용인시 제8선거구   | 수지구 신봉동, 동천동, 성복동                                                                                        |
| 용인시 제9선거구   | 기흥구 구성동, 마북동, 동백1동, 동백2동                                                                              |
| 용인시 제10선거구  | 기흥구 보정동, 수지구 죽전1동, 죽전3동, 상현2동                                                                      |
| 파주시 제1선거구   | 조리읍, 광탄면, 운정1동                                                                                              |
| 파주시 제2선거구   | 탄현면, 교하동, 운정2동                                                                                              |
| 파주시 제3선거구   | 운정3동 |
| 파주시 제4선거구   | 문산읍, 법원읍, 파평면, 적성면, 장단면                                                                               |
| 파주시 제5선거구   | 파주읍, 월롱면, 금촌1동, 금촌2동, 금촌3동                                                                            |
| 이천시 제1선거구   | 신둔면, 백사면, 마장면, 창전동, 증포동, 중리동, 관고동                                                               |
| 이천시 제2선거구   | 장호원읍, 부발읍, 대월면, 모가면, 설성면, 율면, 호법면                                                               |
| 안성시 제1선거구   | 공도읍, 미양면, 대덕면, 양성면, 원곡면, 고삼면, 안성3동                                                              |
| 안성시 제2선거구   | 보개면, 금광면, 서운면, 일죽면, 죽산면, 삼죽면, 안성1동, 안성2동                                                     |
| 김포시 제1선거구   | 고촌읍, 사우동, 풍무동                                                                                               |
| 김포시 제2선거구   | 김포본동, 장기동 |
| 김포시 제3선거구   | 통진읍, 양촌읍, 대곶면, 월곶면, 하성면, 구래동                                                                       |
| 김포시 제4선거구   | 장기본동, 마산동, 운양동                                                                                             |
| 화성시 제1선거구   | 봉담읍(분천리, 왕림리, 세곡리, 당하리, 마하리, 유리, 덕리, 덕우리, 하가등리, 상기리), 향남읍, 팔탄면, 양감면, 정남면 |
| 화성시 제2선거구   | 우정읍, 남양읍, 매송면, 비봉면, 마도면, 송산면, 서신면, 장안면, 새솔동                                               |
| 화성시 제3선거구   | 동탄1동, 동탄2동 |
| 화성시 제4선거구   | 동탄4동, 동탄5동, 동탄6동                                                                                            |
| 화성시 제5선거구   | 동탄7동, 동탄8동 |
| 화성시 제6선거구   | 봉담읍(상리, 내리, 수영리, 동화리, 와우리, 수기리), 기배동, 화산동                                                   |
| 화성시 제7선거구   | 진안동, 병점1동, 병점2동                                                                                             |
| 화성시 제8선거구   | 반월동, 동탄3동 |
| 광주시 제1선거구   | 퇴촌면, 남종면, 남한산성면, 송정동, 탄벌동                                                                           |
| 광주시 제2선거구   | 경안동, 쌍령동, 광남1동, 광남2동                                                                                     |
| 광주시 제3선거구   | 오포읍 |
| 광주시 제4선거구   | 초월읍, 곤지암읍, 도척면                                                                                             |
| 양주시 제1선거구   | 백석읍, 광적면, 장흥면, 양주1동, 양주2동                                                                             |
| 양주시 제2선거구   | 은현면, 남면, 회천1동, 회천2동, 회천3동, 회천4동                                                                     |
| 포천시 제1선거구   | 군내면, 신북면, 창수면, 영중면, 영북면, 관인면, 포천동, 선단동                                                       |
| 포천시 제2선거구   | 소흘읍, 내촌면, 가산면, 일동면, 이동면, 화현면                                                                       |
| 여주시 제1선거구   | 가남읍, 점동면, 능서면, 북내면, 강천면, 여흥동                                                                       |
| 여주시 제2선거구   | 흥천면, 금사면, 산북면, 대신면, 중앙동, 오학동                                                                       |
| 연천군 선거구      | 연천군 전 지역 |
| 가평군 선거구      | 가평군 전 지역 |
| 양평군 제1선거구   | 양평읍, 양서면, 옥천면, 서종면                                                                                       |
| 양평군 제2선거구   | 강상면, 강하면, 단월면, 청운면, 양동면, 지평면, 용문면, 개군면                                                       |
| 비례대표           | 의원정수: 15 |

### 강원특별자치도의회
| 선거구명         | 선거구역                                                                                 |
| ---------------- | ---------------------------------------------------------------------------------------- |
| 춘천시 제1선거구 | 동산면, 신동면, 남면, 동내면, 남산면, 강남동                                             |
| 춘천시 제2선거구 | 교동, 조운동, 약사명동, 근화동, 소양동, 효자1동, 효자3동                                 |
| 춘천시 제3선거구 | 후평1동, 후평2동, 후평3동                                                                |
| 춘천시 제4선거구 | 효자2동, 석사동                                                                          |
| 춘천시 제5선거구 | 퇴계동                                                                                   |
| 춘천시 제6선거구 | 신북읍, 동면, 북산면                                                                     |
| 춘천시 제7선거구 | 서면, 사북면, 신사우동                                                                   |
| 원주시 제1선거구 | 문막읍, 지정면, 부론면, 귀래면                                                           |
| 원주시 제2선거구 | 호저면, 무실동                                                                           |
| 원주시 제3선거구 | 중앙동, 원인동, 일산동, 태장1동, 태장2동                                                 |
| 원주시 제4선거구 | 학성동, 단계동, 우산동                                                                   |
| 원주시 제5선거구 | 소초면, 개운동, 명륜1동, 봉산동, 행구동                                                  |
| 원주시 제6선거구 | 흥업면, 판부면, 신림면, 명륜2동                                                          |
| 원주시 제7선거구 | 단구동                                                                                   |
| 원주시 제8선거구 | 반곡관설동                                                                               |
| 강릉시 제1선거구 | 성산면, 왕산면, 구정면, 강동면, 옥계면, 내곡동, 강남동                                   |
| 강릉시 제2선거구 | 홍제동, 중앙동, 교1동                                                                    |
| 강릉시 제3선거구 | 옥천동, 포남1동, 성덕동                                                                  |
| 강릉시 제4선거구 | 주문진읍, 사천면, 연곡면, 경포동                                                         |
| 강릉시 제5선거구 | 교2동, 포남2동, 초당동, 송정동                                                           |
| 동해시 제1선거구 | 송정동, 북삼동, 북평동, 삼화동                                                           |
| 동해시 제2선거구 | 천곡동, 부곡동, 동호동, 발한동, 묵호동, 망상동                                           |
| 태백시 제1선거구 | 황지동, 황연동, 삼수동, 구문소동, 철암동                                                 |
| 태백시 제2선거구 | 상장동, 문곡소도동, 장성동                                                               |
| 속초시 제1선거구 | 영랑동, 동명동, 금호동, 교동, 대포동, 청호동                                             |
| 속초시 제2선거구 | 조양동, 노학동                                                                           |
| 삼척시 제1선거구 | 도계읍, 하장면, 미로면, 신기면, 교동, 성내동                                             |
| 삼척시 제2선거구 | 원덕읍, 근덕면, 노곡면, 가곡면, 남양동, 정라동                                           |
| 홍천군 제1선거구 | 홍천읍, 북방면                                                                           |
| 홍천군 제2선거구 | 화촌면, 두촌면, 내촌면, 서석면, 영귀미면, 남면, 서면, 내면                               |
| 횡성군 제1선거구 | 횡성읍, 공근면, 서원면                                                                   |
| 횡성군 제2선거구 | 우천면, 안흥면, 둔내면, 갑천면, 청일면, 강림면                                           |
| 영월군 제1선거구 | 영월읍(영흥리, 하송리, 방절리, 문산리, 거운리, 삼옥리, 연하리), 상동읍, 산솔면, 김삿갓면 |
| 영월군 제2선거구 | 북면, 남면, 한반도면, 주천면, 무릉도원면, 영월읍(흥월리, 팔괴리, 정양리, 덕포리)         |
| 평창군 제1선거구 | 평창읍, 미탄면, 방림면, 대화면                                                           |
| 평창군 제2선거구 | 봉평면, 용평면, 진부면, 대관령면                                                         |
| 정선군 선거구    | 정선군 전 지역                                                                           |
| 철원군 제1선거구 | 철원읍, 동송읍                                                                           |
| 철원군 제2선거구 | 김화읍, 갈말읍, 서면, 근남면, 근북면                                                     |
| 화천군 선거구    | 화천군 전 지역                                                                           |
| 양구군 선거구    | 양구군 전 지역                                                                           |
| 인제군 선거구    | 인제군 전 지역                                                                           |
| 고성군 선거구    | 고성군 전 지역                                                                           |
| 양양군 선거구    | 양양군 전 지역                                                                           |
| 비례대표         | 의원정수: 5                                                                              |

### 충청북도의회
| 선거구명          | 선거구역                                                                                      |
| ----------------- | --------------------------------------------------------------------------------------------- |
| 청주시 제1선거구  | 상당구 낭성면, 미원면, 가덕면, 남일면, 문의면, 용암2동                                        |
| 청주시 제2선거구  | 상당구 중앙동, 성안동, 탑·대성동, 금천동, 용담·명암·산성동                                    |
| 청주시 제3선거구  | 상당구 영운동, 용암1동                                                                        |
| 청주시 제4선거구  | 서원구 남이면, 현도면, 산남동, 분평동                                                         |
| 청주시 제5선거구  | 서원구 사직1동, 사직2동, 모충동, 수곡1동, 수곡2동                                             |
| 청주시 제6선거구  | 서원구 사창동, 성화·개신·죽림동                                                               |
| 청주시 제7선거구  | 흥덕구 오송읍, 강내면, 강서1동                                                                |
| 청주시 제8선거구  | 흥덕구 옥산면, 운천·신봉동, 봉명2·송정동, 강서2동                                             |
| 청주시 제9선거구  | 흥덕구 복대1동, 봉명1동                                                                       |
| 청주시 제10선거구 | 흥덕구 복대2동, 가경동                                                                        |
| 청주시 제11선거구 | 청원구 내수읍, 북이면, 오근장동                                                               |
| 청주시 제12선거구 | 청원구 오창읍                                                                                 |
| 청주시 제13선거구 | 청원구 우암동, 내덕1동, 내덕2동                                                               |
| 청주시 제14선거구 | 청원구 율량·사천동                                                                            |
| 충주시 제1선거구  | 주덕읍, 대소원면, 신니면, 노은면, 앙성면, 중앙탑면, 살미면, 수안보면                          |
| 충주시 제2선거구  | 용산동, 지현동, 호암·직동, 달천동                                                             |
| 충주시 제3선거구  | 교현·안림동, 연수동, 교현2동                                                                  |
| 충주시 제4선거구  | 금가면, 동량면, 산척면, 엄정면, 소태면, 성내·충인동, 칠금·금릉동, 목행·용탄동, 문화동, 봉방동 |
| 제천시 제1선거구  | 봉양읍, 백운면, 송학면, 의림지동, 중앙동, 영서동, 용두동, 청전동                              |
| 제천시 제2선거구  | 금성면, 청풍면, 수산면, 덕산면, 한수면, 교동, 남현동, 신백동, 화산동                          |
| 보은군 선거구     | 보은군 전 지역                                                                                |
| 옥천군 제1선거구  | 옥천읍                                                                                        |
| 옥천군 제2선거구  | 동이면, 안남면, 안내면, 청성면, 청산면, 이원면, 군서면, 군북면                                |
| 영동군 선거구     | 영동군 전 지역                                                                                |
| 증평군 선거구     | 증평군 전 지역                                                                                |
| 진천군 제1선거구  | 진천읍, 문백면, 백곡면                                                                        |
| 진천군 제2선거구  | 덕산읍, 초평면, 이월면, 광혜원면                                                              |
| 괴산군 선거구     | 괴산군 전 지역                                                                                |
| 음성군 제1선거구  | 음성읍, 소이면, 원남면, 맹동면                                                                |
| 음성군 제2선거구  | 금왕읍, 대소면, 삼성면, 생극면, 감곡면                                                        |
| 단양군 선거구     | 단양군 전 지역                                                                                |
| 비례대표          | 의원정수: 4                                                                                   |

### 충청남도의회
| 선거구명          | 선거구역 |
| ----------------- | --- |
| 천안시 제1선거구  | 동남구 목천읍, 북면, 성남면, 수신면, 병천면, 동면, 원성1동, 원성2동                                          |
| 천안시 제2선거구  | 동남구 중앙동, 일봉동, 신안동                                                                                |
| 천안시 제3선거구  | 동남구 문성동, 봉명동, 서북구 성정1동, 성정2동                                                               |
| 천안시 제4선거구  | 서북구 불당1동, 불당2동                                                                                      |
| 천안시 제5선거구  | 서북구 성환읍, 직산읍, 입장면                                                                                |
| 천안시 제6선거구  | 서북구 성거읍, 부성1동                                                                                       |
| 천안시 제7선거구  | 서북구 부성2동                                                                                               |
| 천안시 제8선거구  | 서북구 백석동                                                                                                |
| 천안시 제9선거구  | 동남구 풍세면, 광덕면, 신방동                                                                                |
| 천안시 제10선거구 | 동남구 청룡동                                                                                                |
| 천안시 제11선거구 | 서북구 쌍용1동, 쌍용2동, 쌍용3동                                                                             |
| 공주시 제1선거구  | 유구읍, 의당면, 정안면, 우성면, 사곡면, 신풍면, 신관동, 월송동                                               |
| 공주시 제2선거구  | 이인면, 탄천면, 계룡면, 반포면, 중학동, 웅진동, 금학동, 옥룡동                                               |
| 보령시 제1선거구  | 웅천읍, 남포면, 주산면, 미산면, 성주면, 대천3동, 대천4동, 대천5동                                            |
| 보령시 제2선거구  | 주포면, 오천면, 천북면, 청소면, 청라면, 주교면, 대천1동, 대천2동                                             |
| 아산시 제1선거구  | 선장면, 도고면, 신창면, 온양4동                                                                              |
| 아산시 제2선거구  | 온양1동, 온양2동, 온양3동                                                                                    |
| 아산시 제3선거구  | 온양5동, 온양6동                                                                                             |
| 아산시 제4선거구  | 배방읍(세교리, 장재리, 휴대리), 탕정면, 염치읍                                                               |
| 아산시 제5선거구  | 배방읍(갈매리, 공수리, 구령리, 북수리, 세출리, 수철리, 신흥리, 중리, 회룡리), 송악면                         |
| 아산시 제6선거구  | 음봉면, 둔포면, 영인면, 인주면                                                                               |
| 서산시 제1선거구  | 대산읍, 인지면, 부석면, 팔봉면, 지곡면                                                                       |
| 서산시 제2선거구  | 성연면, 부춘동, 석남동                                                                                       |
| 서산시 제3선거구  | 음암면, 운산면, 해미면, 고북면, 동문1동, 동문2동, 수석동                                                     |
| 논산시 제1선거구  | 강경읍, 연무읍, 연산면, 벌곡면, 양촌면, 가야곡면, 은진면, 채운면                                             |
| 논산시 제2선거구  | 성동면, 광석면, 노성면, 상월면, 부적면, 취암동, 부창동                                                       |
| 계룡시 선거구     | 계룡시 전 지역                                                                                               |
| 당진시 제1선거구  | 합덕읍, 대호지면, 정미면, 면천면, 순성면, 우강면, 당진2동                                                    |
| 당진시 제2선거구  | 송악읍, 신평면, 송산면                                                                                       |
| 당진시 제3선거구  | 고대면, 석문면, 당진1동, 당진3동                                                                             |
| 금산군 제1선거구  | 금산읍, 부리면, 남일면, 남이면                                                                               |
| 금산군 제2선거구  | 금성면, 제원면, 군북면, 진산면, 복수면, 추부면                                                               |
| 부여군 제1선거구  | 부여읍, 규암면                                                                                               |
| 부여군 제2선거구  | 은산면, 외산면, 내산면, 구룡면, 홍산면, 옥산면, 남면, 충화면, 양화면, 임천면, 장암면, 세도면, 석성면, 초촌면 |
| 서천군 제1선거구  | 장항읍, 마서면, 화양면, 기산면, 한산면, 마산면                                                               |
| 서천군 제2선거구  | 서천읍, 시초면, 문산면, 판교면, 종천면, 비인면, 서면                                                         |
| 청양군 선거구     | 청양군 전 지역                                                                                               |
| 홍성군 제1선거구  | 홍성읍, 홍북읍                                                                                               |
| 홍성군 제2선거구  | 광천읍, 금마면, 홍동면, 장곡면, 은하면, 결성면, 서부면, 갈산면, 구항면                                       |
| 예산군 제1선거구  | 예산읍, 대술면, 신양면, 광시면                                                                               |
| 예산군 제2선거구  | 삽교읍, 대흥면, 응봉면, 덕산면, 봉산면, 고덕면, 신암면, 오가면                                               |
| 태안군 제1선거구  | 태안읍, 원북면, 이원면                                                                                       |
| 태안군 제2선거구  | 안면읍, 고남면, 남면, 근흥면, 소원면                                                                         |
| 비례대표          | 의원정수: 5                                                                                                  |

### 전북특별자치도의회
| 선거구명          | 선거구역 |
| ----------------- | --- |
| 전주시 제1선거구  | 완산구 중앙동, 풍남동, 노송동, 덕진구 인후3동                                                                |
| 전주시 제2선거구  | 완산구 완산동, 중화산1동, 중화산2동                                                                          |
| 전주시 제3선거구  | 완산구 동서학동, 서서학동, 평화1동, 평화2동                                                                  |
| 전주시 제4선거구  | 완산구 서신동                                                                                                |
| 전주시 제5선거구  | 완산구 삼천1동, 삼천2동, 삼천3동, 효자1동                                                                    |
| 전주시 제6선거구  | 완산구 효자2동, 효자3동, 효자4동                                                                             |
| 전주시 제7선거구  | 완산구 효자5동                                                                                               |
| 전주시 제8선거구  | 덕진구 진북동, 인후1동, 인후2동, 금암1동, 금암2동                                                            |
| 전주시 제9선거구  | 덕진구 덕진동, 팔복동, 송천2동                                                                               |
| 전주시 제10선거구 | 덕진구 우아1동, 우아2동, 호성동                                                                              |
| 전주시 제11선거구 | 덕진구 송천1동                                                                                               |
| 전주시 제12선거구 | 덕진구 조촌동, 여의동, 혁신동                                                                                |
| 군산시 제1선거구  | 옥구읍, 옥산면, 회현면, 옥도면, 옥서면, 해신동, 신풍동, 삼학동, 소룡동, 미성동                               |
| 군산시 제2선거구  | 임피면, 서수면, 대야면, 개정면, 성산면, 나포면, 중앙동, 조촌동, 경암동, 구암동, 개정동                       |
| 군산시 제3선거구  | 월명동, 흥남동, 수송동                                                                                       |
| 군산시 제4선거구  | 나운1동, 나운2동, 나운3동                                                                                    |
| 익산시 제1선거구  | 중앙동, 평화동, 인화동, 마동, 모현동, 송학동                                                                 |
| 익산시 제2선거구  | 함열읍, 오산면, 황등면, 함라면, 웅포면, 성당면, 용안면, 망성면, 용동면, 남중동, 신동                         |
| 익산시 제3선거구  | 삼기면, 영등2동, 어양동, 삼성동                                                                              |
| 익산시 제4선거구  | 낭산면, 여산면, 금마면, 왕궁면, 춘포면, 동산동, 영등1동, 팔봉동                                              |
| 정읍시 제1선거구  | 신태인읍, 북면, 입암면, 소성면, 고부면, 영원면, 덕천면, 이평면, 정우면, 감곡면, 연지동, 농소동               |
| 정읍시 제2선거구  | 태인면, 옹동면, 칠보면, 산내면, 산외면, 수성동, 장명동, 내장상동, 시기동, 초산동, 상교동                     |
| 남원시 제1선거구  | 운봉읍, 주천면, 산동면, 이백면, 인월면, 아영면, 산내면, 향교동, 도통동                                       |
| 남원시 제2선거구  | 수지면, 송동면, 주생면, 금지면, 대강면, 대산면, 사매면, 덕과면, 보절면, 동충동, 죽항동, 노암동, 금동, 왕정동 |
| 김제시 제1선거구  | 만경읍, 죽산면, 백산면, 부량면, 공덕면, 청하면, 성덕면, 진봉면, 광활면, 요촌동, 교월동                       |
| 김제시 제2선거구  | 용지면, 백구면, 금구면, 봉남면, 황산면, 금산면, 신풍동, 검산동                                               |
| 완주군 제1선거구  | 삼례읍, 상관면, 이서면, 소양면, 구이면                                                                       |
| 완주군 제2선거구  | 봉동읍, 용진읍, 고산면, 비봉면, 운주면, 화산면, 동상면, 경천면                                               |
| 진안군 선거구     | 진안군 전 지역                                                                                               |
| 무주군 선거구     | 무주군 전 지역                                                                                               |
| 장수군 선거구     | 장수군 전 지역                                                                                               |
| 임실군 선거구     | 임실군 전 지역                                                                                               |
| 순창군 선거구     | 순창군 전 지역                                                                                               |
| 고창군 제1선거구  | 고창읍, 고수면, 신림면                                                                                       |
| 고창군 제2선거구  | 아산면, 무장면, 공음면, 상하면, 해리면, 성송면, 대산면, 심원면, 흥덕면, 성내면, 부안면                       |
| 부안군 선거구     | 부안군 전 지역                                                                                               |
| 비례대표          | 의원정수: 4                                                                                                  |

### 전라남도의회
| 선거구명         | 선거구역 |
| ---------------- | --- |
| 목포시 제1선거구 | 용당1동, 용당2동, 연동, 삼학동, 이로동, 하당동 |
| 목포시 제2선거구 | 산정동, 대성동, 목원동, 동명동, 만호동, 유달동, 죽교동, 북항동 |
| 목포시 제3선거구 | 연산동, 원산동, 용해동 |
| 목포시 제4선거구 | 상동, 삼향동, 옥암동 |
| 목포시 제5선거구 | 신흥동, 부흥동, 부주동 |
| 여수시 제1선거구 | 돌산읍, 남면, 삼산면, 대교동, 국동, 월호동 |
| 여수시 제2선거구 | 동문동, 한려동, 중앙동, 충무동, 서강동, 미평동, 만덕동, 삼일동, 묘도동 |
| 여수시 제3선거구 | 광림동, 여서동, 문수동 |
| 여수시 제4선거구 | 소라면, 율촌면, 여천동 |
| 여수시 제5선거구 | 화양면, 쌍봉동, 주삼동 |
| 여수시 제6선거구 | 화정면, 둔덕동, 시전동 |
| 순천시 제1선거구 | 승주읍, 서면, 황전면, 월등면, 주암면, 송광면 |
| 순천시 제2선거구 | 외서면, 낙안면, 별량면, 상사면, 풍덕동, 남제동, 장천동, 도사동 |
| 순천시 제3선거구 | 향동, 매곡동, 삼산동, 저전동, 중앙동 |
| 순천시 제4선거구 | 조곡동, 덕연동 |
| 순천시 제5선거구 | 왕조1동 |
| 순천시 제6선거구 | 왕조2동 |
| 순천시 제7선거구 | 해룡면 (신대리) |
| 순천시 제8선거구 | 해룡면 (대안리, 남가리, 월전리, 성산리, 선월리, 신성리, 호두리, 용전리, 도롱리, 중흥리, 해창리, 선학리, 농주리, 상내리, 하사리, 복성리, 상삼리)                                                                       |
| 나주시 제1선거구 | 남평읍, 노안면, 금천면, 산포면, 송월동, 금남동, 성북동, 다도면 |
| 나주시 제2선거구 | 다시면, 세지면, 왕곡면, 반남면, 공산면, 동강면, 봉황면, 영강동, 영산동, 이창동, 문평면 |
| 나주시 제3선거구 | 빛가람동 |
| 광양시 제1선거구 | 광양읍 |
| 광양시 제2선거구 | 봉강면, 옥룡면, 옥곡면, 진상면, 진월면, 다압면, 광영동 |
| 광양시 제3선거구 | 중마동 (중동) |
| 광양시 제4선거구 | 중마동 (마동), 골약동, 태인동, 금호동 |
| 담양군 제1선거구 | 담양읍, 무정면, 금성면, 용면, 월산면 |
| 담양군 제2선거구 | 봉산면, 고서면, 가사문학면, 창평면, 대덕면, 수북면, 대전면 |
| 곡성군 선거구    | 곡성군 전 지역 |
| 구례군 선거구    | 구례군 전 지역 |
| 고흥군 제1선거구 | 고흥읍, 점암면, 과역면, 남양면, 동강면, 대서면, 두원면, 영남면 |
| 고흥군 제2선거구 | 도양읍, 풍양면, 도덕면, 금산면, 도화면, 포두면, 봉래면, 동일면 |
| 보성군 제1선거구 | 보성읍, 노동면, 미력면, 득량면, 회천면, 웅치면 |
| 보성군 제2선거구 | 벌교읍, 겸백면, 율어면, 복내면, 문덕면, 조성면 |
| 화순군 제1선거구 | 화순읍 |
| 화순군 제2선거구 | 한천면, 춘양면, 청풍면, 이양면, 능주면, 도곡면, 도암면, 이서면, 백아면, 동복면, 사평면, 동면 |
| 장흥군 제1선거구 | 장흥읍 (기양리, 예양리, 건산리, 상리, 축내리, 관덕리, 원도리, 행원리, 연산리, 성불리, 사안리, 영전리, 송암리, 충열리, 교촌리, 동동리, 남동리, 향양리, 삼산리, 금산리, 해당리, 우산리), 장동면, 장평면, 유치면, 부산면 |
| 장흥군 제2선거구 | 장흥읍(평화리, 평장리, 덕제리, 순지리, 남외리), 관산읍, 대덕읍, 용산면, 안양면, 회진면 |
| 강진군 선거구    | 강진군 전 지역 |
| 해남군 제1선거구 | 해남읍, 마산면, 황산면, 산이면, 문내면, 화원면 |
| 해남군 제2선거구 | 삼산면, 화산면, 현산면, 송지면, 북평면, 북일면, 옥천면, 계곡면 |
| 영암군 제1선거구 | 영암읍, 덕진면, 금정면, 신북면, 시종면, 도포면 |
| 영암군 제2선거구 | 삼호읍, 군서면, 서호면, 학산면, 미암면 |
| 무안군 제1선거구 | 무안읍, 일로읍, 몽탄면, 현경면, 망운면, 해제면, 운남면 |
| 무안군 제2선거구 | 삼향읍, 청계면 |
| 함평군 선거구    | 함평군 전 지역 |
| 영광군 제1선거구 | 영광읍, 대마면, 묘량면, 불갑면, 군서면, 군남면 |
| 영광군 제2선거구 | 백수읍, 홍농읍, 염산면, 법성면, 낙월면 |
| 장성군 제1선거구 | 장성읍, 서삼면, 북일면, 북이면, 북하면 |
| 장성군 제2선거구 | 진원면, 남면, 동화면, 삼서면, 삼계면, 황룡면 |
| 완도군 제1선거구 | 완도읍, 노화읍, 소안면, 보길면 |
| 완도군 제2선거구 | 금일읍, 군외면, 신지면, 고금면, 약산면, 청산면, 금당면, 생일면 |
| 진도군 선거구    | 진도군 전 지역 |
| 신안군 제1선거구 | 지도읍, 압해읍, 증도면, 임자면, 자은면, 암태면 |
| 신안군 제2선거구 | 비금면, 도초면, 흑산면, 하의면, 신의면, 장산면, 안좌면, 팔금면 |
| 비례대표         | 의원정수: 6 |

### 경상북도의회
| 선거구명         | 선거구역                                                                                               |
| ---------------- | --- |
| 포항시 제1선거구 | 북구 흥해읍, 신광면, 청하면, 송라면, 기계면, 죽장면, 기북면                                            |
| 포항시 제2선거구 | 북구 용흥동, 우창동                                                                                    |
| 포항시 제3선거구 | 북구 양학동, 중앙동, 죽도동                                                                            |
| 포항시 제4선거구 | 북구 장량동(양덕동), 두호동, 환여동                                                                    |
| 포항시 제5선거구 | 북구 장량동(장성동)                                                                                    |
| 포항시 제6선거구 | 남구 구룡포읍, 동해면, 장기면, 호미곶면, 해도동, 송도동, 청림동, 제철동                                |
| 포항시 제7선거구 | 남구 연일읍, 상대동, 대송면                                                                            |
| 포항시 제8선거구 | 남구 오천읍                                                                                            |
| 포항시 제9선거구 | 남구 효곡동, 대이동                                                                                    |
| 경주시 제1선거구 | 현곡면, 성건동, 황성동                                                                                 |
| 경주시 제2선거구 | 감포읍, 외동읍, 문무대왕면, 양남면, 동천동, 보덕동                                                     |
| 경주시 제3선거구 | 안강읍, 강동면, 천북면, 용강동                                                                         |
| 경주시 제4선거구 | 건천읍, 내남면, 산내면, 서면, 중부동, 황오동, 황남동, 선도동, 월성동, 불국동                           |
| 김천시 제1선거구 | 봉산면, 대항면, 구성면, 지례면, 부항면, 대덕면, 증산면, 대곡동                                         |
| 김천시 제2선거구 | 감천면, 조마면, 자산동, 평화남산동, 양금동, 지좌동, 대신동                                             |
| 김천시 제3선거구 | 아포읍, 남면, 농소면, 개령면, 감문면, 어모면, 율곡동                                                   |
| 안동시 제1선거구 | 풍산읍, 북후면, 서후면, 풍천면, 일직면, 남후면, 옥동, 송하동                                           |
| 안동시 제2선거구 | 와룡면, 남선면, 임하면, 길안면, 임동면, 예안면, 도산면, 녹전면, 용상동, 강남동                         |
| 안동시 제3선거구 | 중구동, 명륜동, 서구동, 태화동, 평화동, 안기동                                                         |
| 구미시 제1선거구 | 송정동, 형곡1동, 형곡2동, 원평동                                                                       |
| 구미시 제2선거구 | 선주원남동, 도량동                                                                                     |
| 구미시 제3선거구 | 지산동, 신평1동, 신평2동, 비산동, 광평동, 공단동                                                       |
| 구미시 제4선거구 | 상모사곡동, 임오동                                                                                     |
| 구미시 제5선거구 | 선산읍, 고아읍, 무을면, 옥성면, 도개면                                                                 |
| 구미시 제6선거구 | 산동읍, 해평면, 장천면                                                                                 |
| 구미시 제7선거구 | 인동동, 진미동                                                                                         |
| 구미시 제8선거구 | 양포동                                                                                                 |
| 영주시 제1선거구 | 순흥면, 단산면, 부석면, 상망동, 하망동, 영주1동, 영주2동, 가흥1동, 가흥2동                             |
| 영주시 제2선거구 | 풍기읍, 이산면, 평은면, 문수면, 장수면, 안정면, 봉현면, 휴천1동, 휴천2동, 휴천3동                      |
| 영천시 제1선거구 | 금호읍, 청통면, 신녕면, 화산면, 북안면, 대창면, 서부동, 완산동, 남부동                                 |
| 영천시 제2선거구 | 화북면, 화남면, 자양면, 임고면, 고경면, 동부동, 중앙동                                                 |
| 상주시 제1선거구 | 함창읍, 중동면, 사벌국면, 낙동면, 외서면, 은척면, 공검면, 이안면, 북문동, 계림동, 동문동               |
| 상주시 제2선거구 | 청리면, 공성면, 외남면, 내서면, 모동면, 모서면, 화동면, 화서면, 화북면, 화남면, 남원동, 동성동, 신흥동 |
| 문경시 제1선거구 | 문경읍, 가은읍, 마성면, 농암면, 점촌2동, 점촌4동, 점촌5동                                              |
| 문경시 제2선거구 | 영순면, 산양면, 호계면, 산북면, 동로면, 점촌1동, 점촌3동                                               |
| 경산시 제1선거구 | 남천면, 남부동, 서부1동, 남산면                                                                        |
| 경산시 제2선거구 | 하양읍, 진량읍, 와촌면                                                                                 |
| 경산시 제3선거구 | 중방동, 중앙동, 서부2동, 북부동                                                                        |
| 경산시 제4선거구 | 압량읍, 자인면, 용성면, 동부동                                                                         |
| 의성군 제1선거구 | 의성읍, 점곡면, 옥산면, 사곡면, 춘산면, 가음면, 금성면                                                 |
| 의성군 제2선거구 | 단촌면, 봉양면, 비안면, 구천면, 단밀면, 단북면, 안계면, 다인면, 신평면, 안평면, 안사면                 |
| 청송군 선거구    | 청송군 전 지역                                                                                         |
| 영양군 선거구    | 영양군 전 지역                                                                                         |
| 영덕군 선거구    | 영덕군 전 지역                                                                                         |
| 청도군 선거구    | 청도군 전 지역                                                                                         |
| 고령군 선거구    | 고령군 전 지역                                                                                         |
| 성주군 선거구    | 성주군 전 지역                                                                                         |
| 칠곡군 제1선거구 | 왜관읍, 지천면, 동명면, 가산면                                                                         |
| 칠곡군 제2선거구 | 북삼읍, 석적읍, 약목면, 기산면                                                                         |
| 예천군 제1선거구 | 예천읍, 용문면, 감천면, 보문면, 유천면, 효자면, 은풍면                                                 |
| 예천군 제2선거구 | 호명면, 용궁면, 개포면, 지보면, 풍양면                                                                 |
| 봉화군 선거구    | 봉화군 전 지역                                                                                         |
| 울진군 선거구    | 울진군 전 지역                                                                                         |
| 울릉군 선거구    | 울릉군 전 지역                                                                                         |
| 비례대표         | 의원정수: 6                                                                                            |

### 경상남도의회
| 선거구명          | 선거구역 |
| ----------------- | --- |
| 창원시 제1선거구  | 의창구 동읍, 대산면, 북면                                                                                           |
| 창원시 제2선거구  | 의창구 팔룡동, 의창동                                                                                               |
| 창원시 제3선거구  | 의창구 봉림동, 명곡동                                                                                               |
| 창원시 제4선거구  | 성산구 반송동, 용지동                                                                                               |
| 창원시 제5선거구  | 성산구 중앙동, 웅남동                                                                                               |
| 창원시 제6선거구  | 성산구 상남동, 사파동                                                                                               |
| 창원시 제7선거구  | 성산구 가음정동, 성주동                                                                                             |
| 창원시 제8선거구  | 마산합포구 구산면, 진동면, 진북면, 진전면, 현동, 가포동                                                             |
| 창원시 제9선거구  | 마산합포구 자산동, 교방동, 오동동, 합포동, 산호동                                                                   |
| 창원시 제10선거구 | 마산합포구 월영동, 문화동, 반월중앙동, 완월동                                                                       |
| 창원시 제11선거구 | 마산회원구 내서읍                                                                                                   |
| 창원시 제12선거구 | 마산회원구 회원1동, 회원2동, 석전동, 회성동, 합성1동                                                                |
| 창원시 제13선거구 | 마산회원구 양덕1동, 양덕2동, 합성2동, 구암1동, 구암2동, 봉암동                                                      |
| 창원시 제14선거구 | 진해구 충무동, 여좌동, 태백동, 경화동, 병암동, 석동                                                                 |
| 창원시 제15선거구 | 진해구 이동, 자은동, 덕산동, 풍호동                                                                                 |
| 창원시 제16선거구 | 진해구 웅천동, 웅동1동, 웅동2동                                                                                     |
| 진주시 제1선거구  | 문산읍, 내동면, 정촌면, 금곡면, 충무공동                                                                            |
| 진주시 제2선거구  | 명석면, 대평면, 수곡면, 평거동, 신안동, 이현동, 판문동                                                              |
| 진주시 제3선거구  | 천전동, 성북동, 가호동                                                                                              |
| 진주시 제4선거구  | 진성면, 일반성면, 이반성면, 사봉면, 지수면, 금산면, 상대동, 하대동, 상평동                                          |
| 진주시 제5선거구  | 대곡면, 집현면, 미천면, 중앙동, 상봉동, 초장동                                                                      |
| 통영시 제1선거구  | 산양읍, 용남면, 도산면, 광도면, 욕지면, 한산면, 사량면, 미수동, 봉평동                                              |
| 통영시 제2선거구  | 도천동, 명정동, 중앙동, 정량동, 북신동, 무전동                                                                      |
| 사천시 제1선거구  | 사천읍, 정동면, 사남면, 용현면, 축동면, 곤양면, 곤명면, 서포면                                                      |
| 사천시 제2선거구  | 동서동, 선구동, 동서금동, 벌용동, 향촌동, 남양동                                                                    |
| 김해시 제1선거구  | 생림면, 북부동 |
| 김해시 제2선거구  | 대동면, 상동면, 삼안동, 불암동                                                                                      |
| 김해시 제3선거구  | 동상동, 부원동, 활천동                                                                                              |
| 김해시 제4선거구  | 진영읍, 한림면 |
| 김해시 제5선거구  | 주촌면, 진례면, 장유2동                                                                                             |
| 김해시 제6선거구  | 회현동, 칠산서부동, 장유1동                                                                                         |
| 김해시 제7선거구  | 내외동 |
| 김해시 제8선거구  | 장유3동 |
| 밀양시 제1선거구  | 부북면, 상동면, 산외면, 산내면, 단장면, 내일동, 내이동, 교동, 삼문동                                                |
| 밀양시 제2선거구  | 삼랑진읍, 하남읍, 상남면, 초동면, 무안면, 청도면, 가곡동                                                            |
| 거제시 제1선거구  | 일운면, 동부면, 남부면, 거제면, 둔덕면, 사등면, 장승포동, 능포동, 아주동                                            |
| 거제시 제2선거구  | 연초면, 하청면, 장목면, 옥포1동, 옥포2동, 수양동                                                                    |
| 거제시 제3선거구  | 장평동, 고현동, 상문동                                                                                              |
| 양산시 제1선거구  | 물금읍(범어리) |
| 양산시 제2선거구  | 물금읍(물금리, 증산리, 가촌리), 원동면                                                                              |
| 양산시 제3선거구  | 상북면, 하북면, 중앙동, 삼성동, 강서동                                                                              |
| 양산시 제4선거구  | 동면, 양주동 |
| 양산시 제5선거구  | 서창동, 소주동 |
| 양산시 제6선거구  | 평산동, 덕계동 |
| 의령군 선거구     | 의령군 전 지역 |
| 함안군 제1선거구  | 가야읍, 함안면, 군북면, 법수면, 여항면                                                                              |
| 함안군 제2선거구  | 칠원읍, 대산면, 칠서면, 칠북면, 산인면                                                                              |
| 창녕군 제1선거구  | 창녕읍, 고암면, 성산면, 대합면, 이방면, 유어면, 대지면                                                              |
| 창녕군 제2선거구  | 남지읍, 계성면, 영산면, 장마면, 도천면, 길곡면, 부곡면                                                              |
| 고성군 제1선거구  | 고성읍, 대가면 |
| 고성군 제2선거구  | 삼산면, 하일면, 하이면, 상리면, 영현면, 영오면, 개천면, 구만면, 회화면, 마암면, 동해면, 거류면                      |
| 남해군 선거구     | 남해군 전 지역 |
| 하동군 선거구     | 하동군 전 지역 |
| 산청군 선거구     | 산청군 전 지역 |
| 함양군 선거구     | 함양군 전 지역 |
| 거창군 제1선거구  | 거창읍(중앙리, 대동리, 대평리, 김천리, 송정리, 정장리, 장팔리, 서변리, 동변리, 학리, 양평리, 가지리, 상림리 원상동) |
| 거창군 제2선거구  | 주상면, 웅양면, 고제면, 남상면, 남하면, 신원면, 가조면, 가북면, 북상면, 위천면, 마리면, 거창읍(상림리 상동)         |
| 합천군 선거구     | 합천군 전 지역 |
| 비례대표          | 의원정수: 6 |

### 제주특별자치도의회
| 선거구명                                                   | 선거구역 |
| ---------------------------------------------------------- | --- |
| 제주특별자치도 제주시 일도1동·이도1동·건입동 선거구        | 제주시 일도1동, 이도1동, 건입동                                                                                      |
| 제주특별자치도 제주시 일도2동 선거구                       | 제주시 일도2동 |
| 제주특별자치도 제주시 이도2동 갑 선거구                    | 제주시 이도2동 1통~20통, 48통~55통, 57~59통, 60~61통                                                                 |
| 제주특별자치도 제주시 이도2동 을 선거구                    | 제주시 이도2동 21통~47통, 56통, 62통                                                                                 |
| 제주특별자치도 제주시 삼도1동·삼도2동 선거구               | 제주시 삼도1동, 삼도2동                                                                                              |
| 제주특별자치도 제주시 용담1동·용담2동 선거구               | 제주시 용담1동, 용담2동                                                                                              |
| 제주특별자치도 제주시 화북동 선거구                        | 제주시 화북동 |
| 제주특별자치도 제주시 삼양동·봉개동 선거구                 | 제주시 삼양동, 봉개동                                                                                                |
| 제주특별자치도 제주시 아라동 갑 선거구                     | 제주시 아라동 1통~4통, 10통~11통, 13통~23통, 25통~26통, 31통~32통                                                    |
| 제주특별자치도 제주시 아라동 을 선거구                     | 제주시 아라동 5통~9통, 13통, 24통, 27통~30통                                                                         |
| 제주특별자치도 제주시 오라동 선거구                        | 제주시 오라동 |
| 제주특별자치도 제주시 연동 갑 선거구                       | 제주시 연동 1통~21통, 37통, 45통~47통                                                                                |
| 제주특별자치도 제주시 연동 을 선거구                       | 제주시 연동 22통~36통, 38통~44통, 48통~50통                                                                          |
| 제주특별자치도 제주시 노형동 갑 선거구                     | 제주시 노형동 1통~14통, 30통~43통, 51통~52통, 54통, 59통, 60통                                                       |
| 제주특별자치도 제주시 노형동 을 선거구                     | 제주시 노형동 15통~29통, 44통~50통, 53통, 55통~58통, 61통                                                            |
| 제주특별자치도 제주시 외도동·이호동·도두동 선거구          | 제주시 외도동, 이호동, 도두동                                                                                        |
| 제주특별자치도 제주시 한림읍 선거구                        | 제주시 한림읍 |
| 제주특별자치도 제주시 애월읍 갑 선거구                     | 제주시 애월읍 애월리, 곽지리, 금성리, 봉성리, 어음리, 납읍리, 상가리, 하가리, 용흥리, 신엄리, 구엄리, 중엄리, 고내리 |
| 제주특별자치도 제주시 애월읍 을 선거구                     | 제주시 애월읍 소길리, 장전리, 유수암리, 하귀1리, 하귀2리, 상귀리, 수산리, 고성리, 광령1리, 광령2리, 광령3리          |
| 제주특별자치도 제주시 구좌읍·우도면 선거구                 | 제주시 구좌읍, 우도면                                                                                                |
| 제주특별자치도 제주시 조천읍 선거구                        | 제주시 조천읍 |
| 제주특별자치도 제주시 한경면·추자면 선거구                 | 제주시 한경면, 추자면                                                                                                |
| 제주특별자치도 서귀포시 송산동·효돈동·영천동 선거구        | 서귀포시 송산동, 효돈동, 영천동                                                                                      |
| 제주특별자치도 서귀포시 정방동·중앙동·천지동·서홍동 선거구 | 서귀포시 정방동, 중앙동, 천지동, 서홍동                                                                              |
| 제주특별자치도 서귀포시 동홍동 선거구                      | 서귀포시 동홍동 |
| 제주특별자치도 서귀포시 대륜동 선거구                      | 서귀포시 대륜동 |
| 제주특별자치도 서귀포시 대천동·중문동·예래동 선거구        | 서귀포시 대천동, 중문동, 예래동                                                                                      |
| 제주특별자치도 서귀포시 대정읍 선거구                      | 서귀포시 대정읍 |
| 제주특별자치도 서귀포시 남원읍 선거구                      | 서귀포시 남원읍 |
| 제주특별자치도 서귀포시 성산읍 선거구                      | 서귀포시 성산읍 |
| 제주특별자치도 서귀포시 안덕면 선거구                      | 서귀포시 안덕면 |
| 제주특별자치도 서귀포시 표선면 선거구                      | 서귀포시 표선면 |
| 비례대표                                                   | 의원정수: 8 |

## 같이 보기
- 대한민국의 선거구
  - 대한민국의 국회의원 선거구 목록
  - 대한민국의 시군구의회의원 선거구 목록

## 내용주
1. ↑  도램마을 1~8, 11~13, 16~20단지 및 단독주택지구
2. ↑  도램마을 9, 10, 14, 15단지
3. ↑  가락마을 1~9, 11, 12단지 등 고운동 남부
4. ↑  가락마을 10, 13~22단지 등 고운동 북부
5. ↑  중앙로와 구남로를 경계로 동쪽
6. ↑  중앙로와 구남로를 경계로 서쪽, 곧 도남동을 온전히 포함함
7. ↑  아라일동, 오등동
8. ↑  아라이동, 영평동, 월평동
9. ↑  신광로와 국기로를 경계로 동쪽
10. ↑  신광로와 국기로를 경계로 서쪽
11. ↑  월랑로, 1100로, 정원로, 한라대학로를 경계로 북동쪽
12. ↑  월랑로, 1100로, 정원로, 한라대학로를 경계로 남서쪽

1. ↑  2023.7.1 대구광역시 편입